# Teología histórica
Teología histórica se ocupa de aquellos que estudiaron la biblia, es una rama de los estudios teológicos que investiga el socio-histórico y cultural, los mecanismos que dan lugar a teológica ideas, sistemas, y estados. Y el método de investigación en este campo se centran en la relación entre teología y el contexto, así como las principales influencias teológicas a las cifras y los temas estudiados. Grenz, Guretzki y Nordling lo describen como, "La división de la disciplina teológica que busca comprender y delinear cómo la iglesia interpretó las Escrituras y desarrolló la doctrina a lo largo de su historia, desde la época de los apóstoles hasta la actualidad. La doble La función de la teología histórica es mostrar el origen y desarrollo de las creencias sostenidas en la actualidad y ayudar a los teólogos contemporáneos a identificar los errores teológicos del pasado que deben evitarse en el presente.

## Descripción
Según Friedrich Schleiermacher, la teología histórica es una disciplina histórica que aborda áreas de la teología utilizando métodos que se emplean en el estudio de cualquier otro fenómeno histórico.  Esto se basa en la noción de que la teología tiene un punto de partida histórico más que especulativo.  Por ejemplo, la Biblia y los escritos de los concilios ecuménicos se consideran fuentes históricas y sus contenidos se tratan como relatos de testigos.  Cubre la mayor parte de lo que Schleiermacher denominó como el verdadero cuerpo de la teología y podría incluir la teología exegética, la dogmática y la historia de la iglesia.
Como rama de la teología , investiga los mecanismos sociohistóricos y culturales que dan lugar a ideas, declaraciones y sistemas teológicos. El campo se centra en la relación entre la teología y sus contextos, así como en las principales influencias teológicas o filosóficas sobre las figuras y temas estudiados. Su fundamento metodológico y sus objetivos son similares a los utilizados por los historiadores intelectuales que investigan la epistemología histórica, particularmente aquellos como Matthew Daniel Eddy, que investigan las conexiones culturales entre la teología y otras disciplinas que existieron en el pasado.  
Una posición evangélica sostiene que la teología histórica debe estar alineada con la palabra de Dios o que siempre debe hacer referencia a las Escrituras. 